# Nespereira
Nespereira (oficialmente San Martiño de Nespereira) es una parroquia española del municipio de Pazos de Borbén, perteneciente a la provincia de Pontevedra, en la comunidad autónoma de Galicia.

## Toponimia
El lugar puede aparecer referido como «Nespereira», «San Martín de Nespereira» y «San Martiño de Nespereira».

## Historia
Hacia mediados del siglo XIX, el lugar, ya por entonces perteneciente a Borbén, tenía contabilizada una población de trescientos habitantes. Aparece descrito en el duodécimo volumen del Diccionario geográfico-estadístico-histórico de España y sus posesiones de Ultramar de Pascual Madoz con las siguientes palabras:

NESPEREIRA (San Martin): felig. en la prov. de Pontevedra (3 leg.), part. jud. de Redondela (1/4), dióc. de Tuy (4), ayunt. de Borben (1/2): sit. á la izq. del r. Louro y al N. del monte Galleiro; la combaten principalmente los aires del N. y O.; el clima es frio, y las enfermedades comunes fiebres de varias clases y dolores de costado. Tiene 66 casas distribuidas en los barrios de Albite, Areciro, Balado, Barcenal, Outeiro, Torrente, Villar de Veigada y Zoce. La igl. parr. (San Martin), se halla servida por un cura amovible y de nombramiento del cabildo cated. de Tuy; hay tambien en el barrio de Albite una ermita titulada Ntra. Sra. del Cármen. Confina el térm. N. Reboreda; E. Padrones; S. Louredo, y O. Sajamonde: le cruza de N. á S. el mencionado r. Louro, sobre el cual hay un puente denominado da Aldea. El terreno es de mediana calidad; tiene varios montes comunes sin arbolado, y algunos particulares poblados en parte de robles. Los caminos se dirigen á Tuy, Redondela, Puenteareas y Pontevedra, todos en mal estado. prod.: trigo, maiz, centeno y pastos; se cria ganado vacuno, lanar y cabrío; hay caza de liebres, conejos, perdices y animales dañinos, y alguna pesca de truchas. ind.: la agrícola y molinos harineros. pobl.: 66 vec., 300 alm. contr.: con su ayunt. (V.).
(Madoz, 1849, pp. 156-157)

En 2022, tenía empadronados 792 habitantes.